# Elina Haavio-Mannila

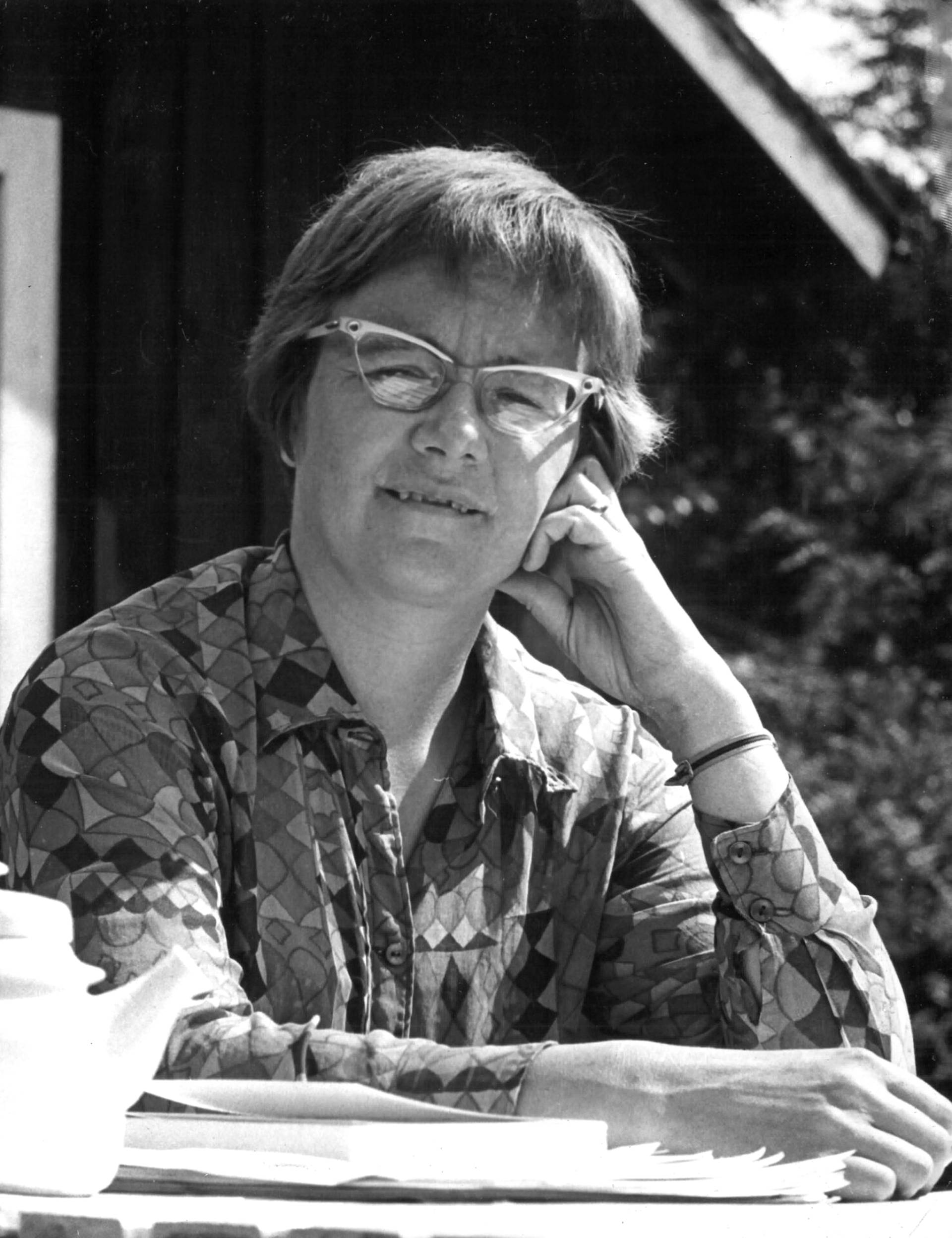
Elina Haavio-Mannila år 1971.

Anna Elina Haavio-Mannila, född 3 augusti 1933 i Helsingfors, är en finländsk sociolog. Hon är dotter till Martti Haavio och Elsa Enäjärvi-Haavio. 
Haavio-Mannila blev politices doktor 1958 (hon var den första kvinnan som i Finland disputerade i sociologi), verkade vid statens samhällsvetenskapliga kommission 1961–1971, var biträdande professor i sociologi vid Helsingfors universitet 1971–1992 och professor i ämnet 1992–1998. Hon har bedrivit forskning om bland annat könsroller, jämställdhetsfrågor, sexualitet och människors vardag. Hon har ofta varit medlem av kommittéer och deltagit i samhällsdebatten. Hon var inspektor för studentnationen Varsinaissuomalainen osakunta 1972–1978. År 1975 utnämndes hon till ledamot av Finska Vetenskapsakademien.